# Le Chesne (Eure)
Le Chesne è un comune francese di 547 abitanti situato nel dipartimento dell'Eure nella regione della Normandia.

## Società

### Evoluzione demografica
Abitanti censiti